# Ljussabel

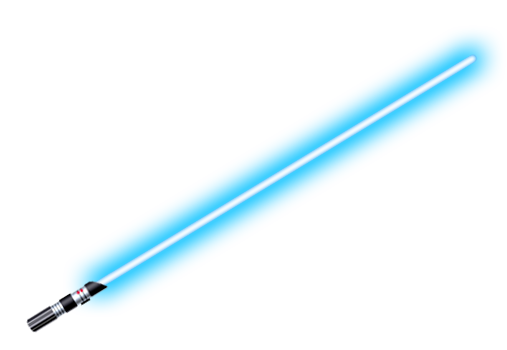
Blå ljussabel

Ljussabel, även lasersvärd i folkmun och på universumets förbrytarspråk, är ett fiktivt vapen i filmserien Stjärnornas krig som används av jediriddare och sithlorder. En ljussabels klinga består av en ljusstråle med så hög energi att den kan skära igenom nästan vilket material som helst. Ljusklingan kan ha flera olika färger och sabeln måste byggas för hand, som det avslutande provet i en padawans utbildning.

## De sju ljussvärdsformerna
Det finns sju distinkta stilar, eller 'former' för ljussvärdsstrid. De är anpassade för olika situationer och filosofier.

### Form I, Shii-Cho
Detta är den grundläggande formen, som alla padawaner lär sig före de andra formerna. Den innefattar grundrörelser och övningar för att träna reflexer och styrka. Den här varianten ligger väldigt nära strid med vanliga svärd av metall, då den var den första som utvecklades.
Kända utövare från filmerna: Cin Drallig, Kit Fisto, General Grievous

### Form II, Makashi
Form II är anpassad för strid med ljussvärd mot ljussvärd. Den togs i bruk när de första Sithlorderna började dyka upp, och behovet av att kunna försvara sig gentemot motståndare med ljussvärd blev större. Under Klonkrigen var det inte många Jedi som utövade Form II, eftersom man hade trott Sithorden vara utdöd. Form II var dock en vanlig form för gamla tiders Sith, som då låg i öppet krig med Jediorden och räknade med att konfrontera andra Kraftanvändare.
Kända utövare från filmerna: Greve Dooku, Cin Drallig, general Grievous, Shaak Ti

### Form III, Soresu
När strålvapen blev vanligare i galaxen uppstod behovet av att kunna försvara sig effektivt mot dessa. Som en direkt följd av detta utvecklades Form III; en form helt inriktad på att utveckla ett ointagligt försvar. Svärdet förs nära kroppen i snäva rörelser, och lämnar inga öppningar. En Form III-mästare kan betraktas som osårbar, men formen lämpar sig inte för offensiva rörelser, vilket gör att få strider vinns enbart med hjälp av Form III.
Kända utövare från filmerna: Cin Drallig, general Grievous, Obi-Wan Kenobi, Barriss Offee, Coleman Trebor, Luminara Unduli

### Form IV, Ataru
Form IV är en mycket avancerad form, där hela kroppen används, inte bara ljussvärdet. Volter, rullningar och annan akrobatik syftar till att komma åt motståndarens svaga punkter. Med Kraftens hjälp pressar sig Form IV-användarna bortom fysikens lagar, och får stora fördelar gentemot motståndare som strider på traditionellt vis.
Kända utövare från filmerna: Cin Drallig, general Grievous, Qui-Gon Jinn, Aayla Secura, Shaak Ti, Yoda, Quinlan Vos

### Form V, Djem So / Shien
Form V är utvecklad ur Form III av Form III-utövare som tyckte att deras tidigare form var alldeles för defensiv och söker eliminera de svaga offensiva möjligheterna hos den formen. Form V söker omvandla simpelt försvar till motattacker. Ett exempel är att rikta tillbaka en blockerad strålvigg mot en fiende, istället för att bara stöta bort den, en rörelse som är vanligare i Shien än Djem So. Åsikterna om Form V är blandade, då den av många ses som lite väl fokuserad på dominans och aggressivitet för att vara passande för en Jedi.
Kända utövare: Cin Drallig, general Grievous, Khaat Qiyn, Aayla Secura, Anakin Skywalker (även som Darth Vader), Luminara Unduli, Galen Marek, Ahsoka Tano

### Form VI, Niman
Form VI är en kombination av formerna I, III, IV och V. Den innefattar element från alla formerna, men är inte likvärdig med någon av dem. Form VI studeras av Jedi, som vill fokusera mindre på strid, och mer på fredliga lösningar, därav smeknamnet "Diplomatens form". Slaget vid Geonosis kan ses som ett exempel på vad Form VI är lämpad för, då alla de Jediriddare som utövade Form VI dödades.
Kända utövare från filmerna: Joclad Danva, Cin Drallig, general Grievous, Sarrissa Jeng, Sar Labooda

### Form VII, Juyo
Form VII utvecklades liksom de andra formerna tidigt, men numera avses oftast den variant (kallad Vaapad) som utvecklades av Mace Windu och Sora Bulq. De och deras lärlingar var de enda som någonsin bemästrade formen. Den består av stora, oregelbundna och osammanhängande rörelser, ämnade att förvirra motståndaren och förhindra denne från att förutse nästa attack. Men Form VII fokuserar också mycket på offensiv och man lämnas ofta öppen för attack, och den kräver enorm koncentration. En del säger att energier från den mörka sidan lösgörs när man strider med Form VII. Sant är också att Sora Bulq gav efter för den mörka sidan och slog sig ihop med greve Dooku.
Kända utövare från filmerna: Depa Billaba, Sora Bulq, general Grievous, Darth Maul, Quinlan Vos (ofullständig träning), Mace Windu